# Sisinnius

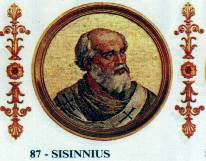
Sisinnius, Darstellung in der Basilika Sankt Paul vor den Mauern

Sisinnius (* in Syrien; † 4. Februar 708) wurde um den 15. Januar 708 herum zum Papst gewählt und war dies bis zu seinem Tod.

## Leben

### Herkunft
Sisinnius wurde vermutlich in Syrien als Sohn eines Johannes geboren; sein genauer Geburtsort ist unbekannt.

### Pontifikat
Inthronisiert wurde er nach einer Sedisvakanz von 89 Tagen am 18. Januar 708. Er war, so heißt es, bereits hochbetagt und so schwer krank, dass er nicht einmal selbst essen konnte. Dennoch soll Sisinnius versucht haben, sein Papstamt so gut wie möglich auszuüben. Über seine tatsächlichen Amtshandlungen ist nur bekannt, dass er Order gab, Kalkstein für die Reparatur der Mauern Roms vorzubereiten, und dass er kurz vor seinem Tod einen korsischen Bischof segnete. 

### Tod und Beisetzung
Er erlag nur drei Wochen nach seiner Papstwahl einer schweren Krankheit und wurde im Petersdom beigesetzt.